# Karsten Brannasch
Karsten Brannasch (* 17. August 1966 in Altdöbern) ist ein ehemaliger deutscher Bobfahrer. Sein Heimatverein war der SSV Altenberg.
Er wurde bei den Olympischen Winterspielen 1994 in Lillehammer zusammen mit Harald Czudaj, Olaf Hampel und Alexander Szelig Olympiasieger im Viererbob. Dafür wurden er und die ganze Viererbobmannschaft vom Bundespräsidenten mit dem Silbernen Lorbeerblatt ausgezeichnet.
Im Viererbob von Harald Czudaj errang er darüber hinaus für die Mannschaft der Deutschen Demokratischen Republik (DDR) eine Silbermedaille bei den Europameisterschaften 1989 in Winterberg und für die deutsche Mannschaft eine Bronzemedaille bei den Europameisterschaften 1995 in Altenberg.